# اکرم امانوئل
اکرم امانوئل (انگلیسی: Akram Emmanuel؛ زادهٔ ۱ ژوئیهٔ ۱۹۶۷) بازیکن فوتبال اهل عراق است.
از باشگاه‌هایی که در آن بازی کرده‌است می‌توان به باشگاه فوتبال نیروی هوایی و باشگاه ورزشی الشرطه (سوریه) اشاره کرد.
وی همچنین در تیم ملی فوتبال عراق بازی کرده‌است.